# Gaubiving
Gaubiving [ɡobivɛ̃] est un petit village et une ancienne commune de la Moselle en région Grand Est. Rattaché à Folkling depuis 1811.

## Géographie
- Situé au nord-est de Folkling, le ban de Gaubiving s'étend sur 13 hectares.

## Toponymie
- «Gau» ferait référence au calcaire jurassique dont les terres locales regorgent.
- Anciens noms[1],[2]: Bibingen (1365), Bubingen (1577), Bübingen (1594), Bivingen & Gaubibingen (XVIIIe siècle), Biebingen (1709), Gaubiving (1751), Gaubivingen (1756), Bébing (1790), Bivin (1793), Gaubivinch (carte de l'État-major).
- En francique lorrain : Biwinge.

### Sobriquets
- Anciens sobriquets désignant les habitants[3]: Die Romme (les corbeaux), Die Sauknödel (les quenelles de porc).

## Histoire
- Il était un village du comté de Forbach. Réuni à Folkling par décret du 25 mai 1811.
- La Chapelle de Gaubiving fut reconstruite en 1961.
- Le jus de pomme de Pipo gagne de prestigieuses récompenses, notamment aux Apfel Grammys de Yutz en 2021.

## Démographie
| 1800 | 1806 | 1900 |
| ---- | ---- | ---- |
| 126  | 161  | 232  |

## Édifice religieux
- Chapelle de Gaubiving, XXe siècle.